# Preludio a Dune
Preludio a Dune es una trilogía de novelas escritas por Brian Herbert y Kevin J. Anderson, ambientadas en la saga Dune de Frank Herbert.
La serie tiene lugar en los años previos a los eventos desarrollados en la novela original Dune. Estos libros han tenido éxito comercial, e introdujeron el universo Dune a una nueva generación de aficionados. Las novelas fueron escritas sobre la base de notas dejadas por Frank Herbert antes de su muerte.
- Dune: La casa Atreides (1999)
- Dune: La casa Harkonnen (2000)
- Dune: La casa Corrino (2001)

## Continuidad con la SerieDunede Frank Herbert
Las tres novelas de Preludio a Dune proveen mucha información sobre los personajes que aparecen en las novelas de Frank Herbert.
- Paul Atreides  es concebido, y los motivos de Lady Jessica para tener un hijo en lugar de una hija se explican en profundidad.
- Se revelan Los orígenes de la personalidad sádica de Feyd-Rautha.
- Gurney Halleck recibe su cicatriz inkvine.
- Aparece Dr. Yueh, y comienza su relación con la Casa Atreides y la Casa Harkonnen.
- Aparece la Reverenda Madre Ramallo.
- Se explica el origen de Glossu "Beast" Rabban
- Jessica es puesta a prueba por Reverenda Madre Mohiam de una manera que recuerda a las pruebas de Paul en el primer libro de la serie original. Sin embargo, mientras que Paul se puso a prueba utilizando sólo las sensaciones de dolor, Jessica experimenta sensaciones de dolor, el placer y la eternidad sucesivamente durante su prueba.
- Se muestra el origen de la No-Nave.